# 松阪市立揥水小学校
松阪市立揥水小学校（まつさかしりつ ていすいしょうがっこう）は三重県松阪市の市立小学校。

## 沿革
- 1873年（明治6年）6月10日 - 豊原学校（豊原村郷土演武場内）開校[1]。
- 1875年（明治8年）
  - 8月 - 清水学校（清水西方寺内）と、七見学校（下七見寺内）が開校[1]。
  - 9月 - 山添学校（山添正覚寺内）開校。
- 1882年（明治15年）10月 - 豊原村字西町に新校舎設置。揥水学校に改称[1]。
- 1883年（明治16年）6月 - 山添学校と連合し果育学校と称し、山添学校を分校とする[1]。
- 1884年（明治17年）8月 - 清水学校と七見学校が合併し清見学校となる[1]
- 1887年（明治20年）1月 - 山添学校を分離し、清見学校と合併して、揥水尋常小学校とする。[1]。
- 1889年（明治22年）3月 - 市町村合併により櫛田村立揥水小学校となる[1]。
- 1892年（明治25年）8月 - 山添学校は神山第三尋常小学校となる[1]。
- 1898年（明治31年）3月 - 高等科を設置し揥水尋常高等小学校とする[1]。
- 1908年（明治41年）3月 - 神山村のうち山添、安楽、山下が櫛田村と合併。神山第三尋常小学校は廃校[1]。
- 1913年（大正2年）4月5日 - 豊原字櫛田に新校舎設置[1]。
- 1938年（昭和13年）1月1日 - 伊藤森蔵の寄贈により二宮金次郎像を建立。台石には「勤倹力行」と書かれた[2]。
- 1941年（昭和16年）4月1日 - 飯南郡櫛田村国民学校に改称[1]。
- 1947年（昭和22年）4月1日 - 飯南郡櫛田村立櫛田小学校に改称[1]。
- 1952年（昭和27年）6月10日 - 飯南郡櫛田村立揥水小学校に改称[1]。
- 1956年（昭和31年）9月 - 豊原町に新校舎（鉄筋三階建）設置[1]。
- 1957年（昭和32年）10月1日 - 市町村合併により松阪市立揥水小学校に改称[1]。
- 1963年（昭和38年）5月5日 - 創立90周年記念式にて校歌制定、校旗新調[1]。
- 1966年（昭和41年）7月11日 - プール落成[1]。
- 1973年（昭和48年）6月10日 - 創立100周年[1]。
- 1979年（昭和54年）4月 - 隣接していた飯野中学校が廃校となり、旧飯野中校舎を第二校舎とする[1]。
- 1987年（昭和62年） - 新校舎設置。
- 1988年（昭和63年） - 体育館落成。
- 2026年（令和8年） - 松阪市立漕代小学校と統合し松阪市立東部南小学校が開校予定[3]。

## 校区
山添町、安楽町、山下町、豊原町、櫛田町、清水町、菅生町

## 児童数
2009年5月1日現在の児童数は225人。

## 校名の由来
「揥水」とは近隣を流れる櫛田川の別名である。これは当地出身の江戸時代中期の儒学者・奥田三角の名付けた呼称で、「揥」とは櫛を意味する。

## 校内

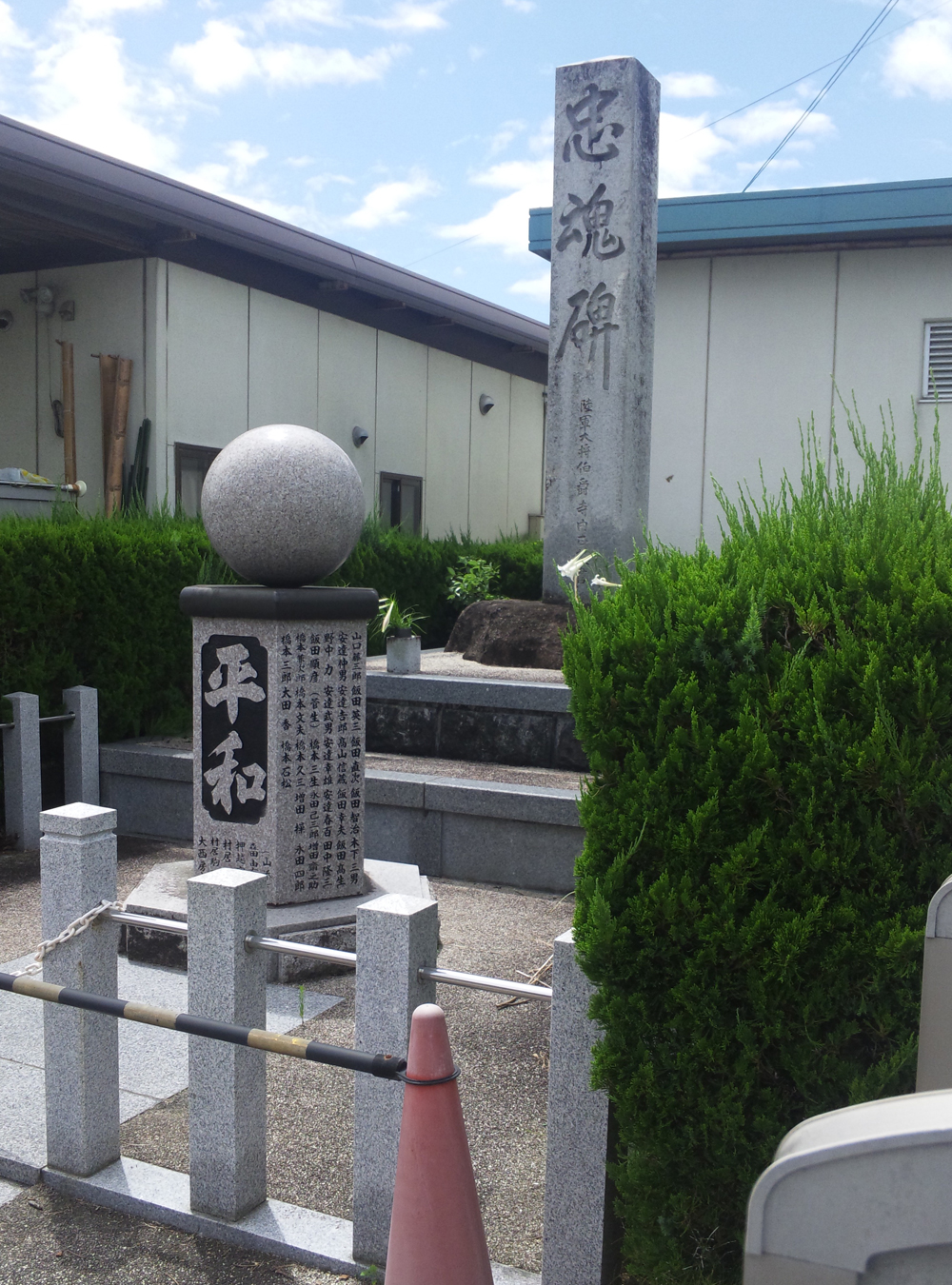
忠魂碑と平和の碑
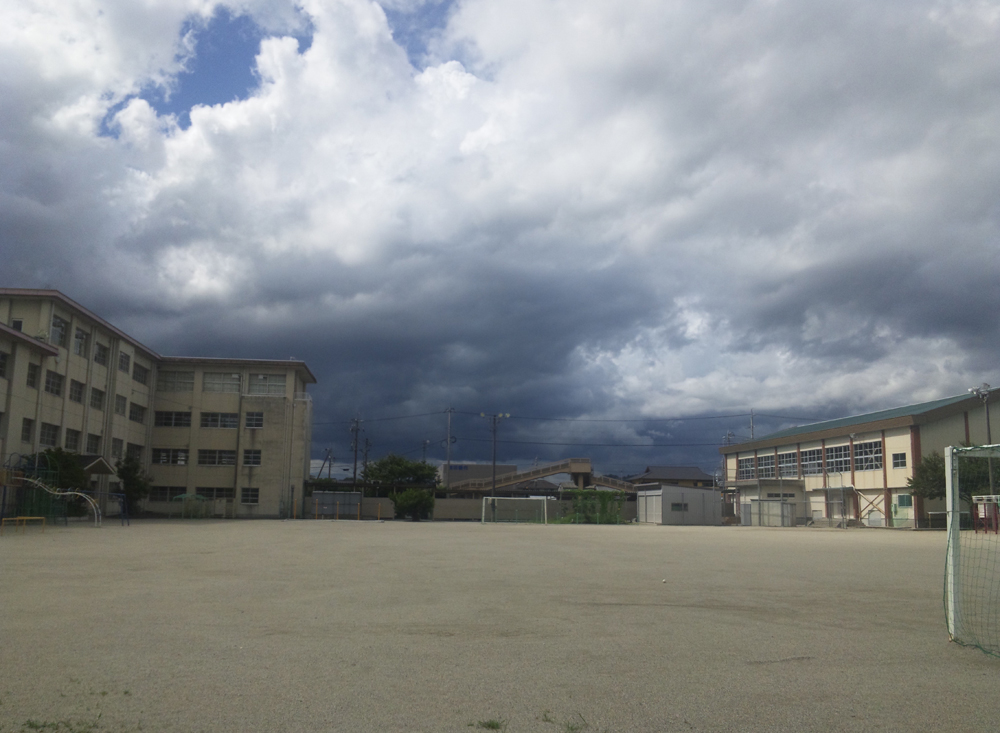
グラウンド
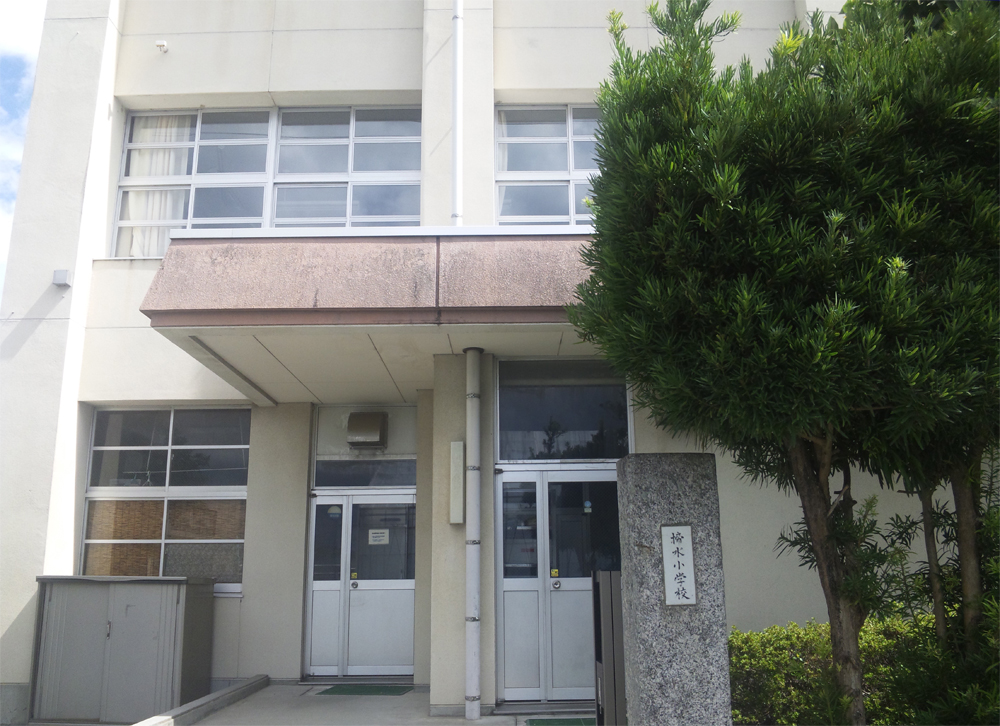
校門（県道側）

## 出身者
- 木下広 - 東京都豊島区区議会議員[6]
- 近藤隆夫 - スポーツライター[7]
- 飛弾暁 - サッカー選手[8]
- 水谷新太郎-プロ野球選手

## 周辺
- 櫛田駅
- 櫛田川
- 櫛田神社
- 光蓮寺
- 神山（こうやま） - 校歌冒頭より歌われている。
- 三重県道37号鳥羽松阪線